# Sol (nordische Mythologie)

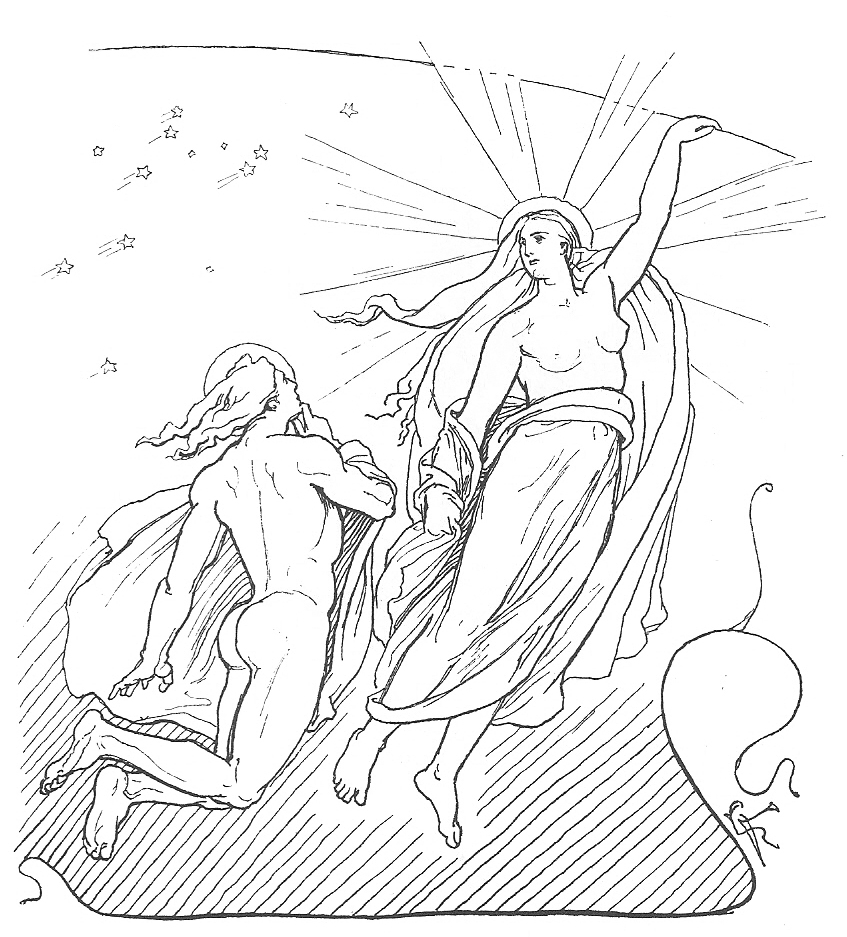
Sonnengöttin Sol und Mondgott Mani in einer Darstellung von Lorenz Frølich

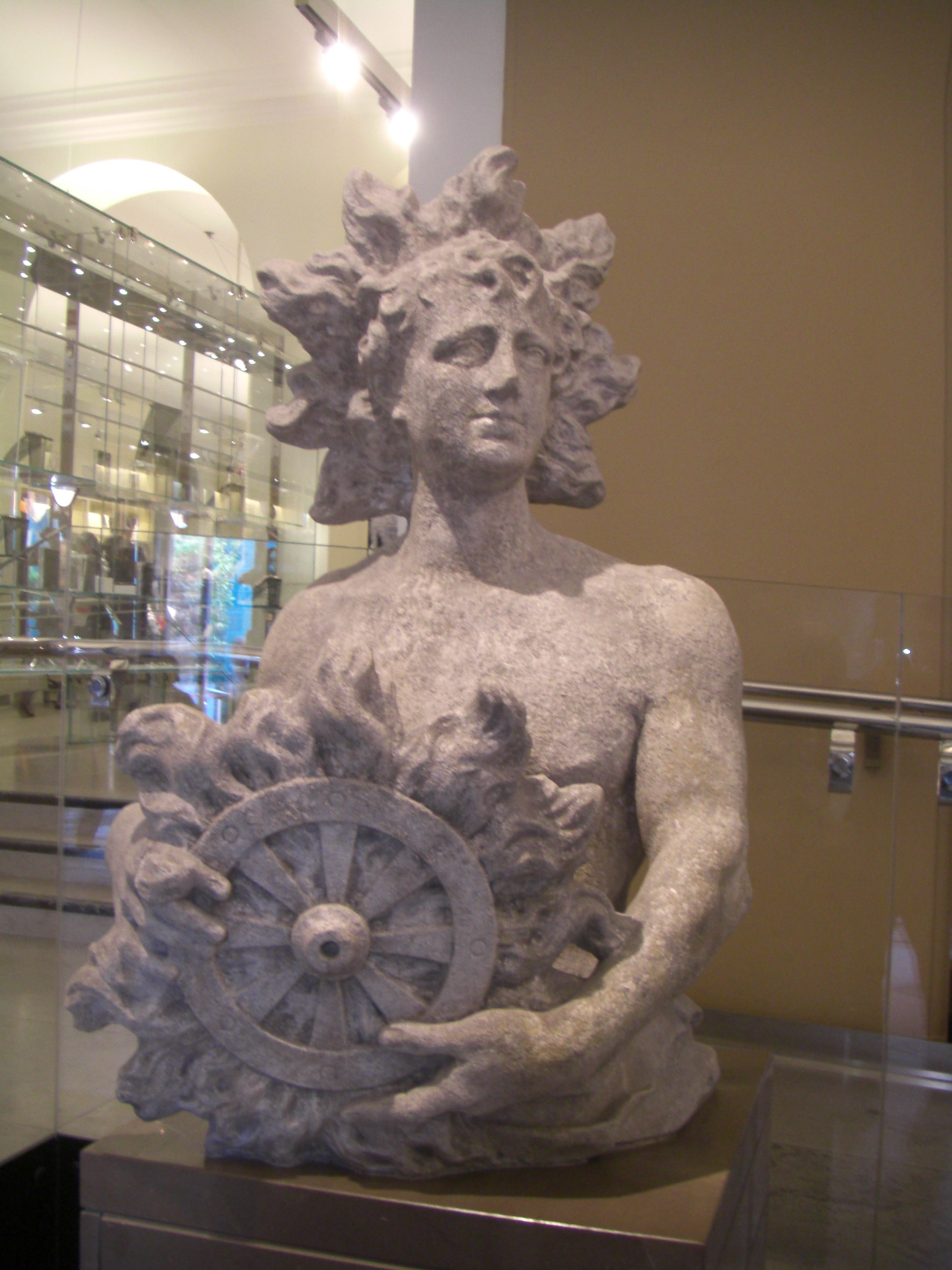
Göttin Sunna mit Flammenhaupt und Flammenrad

Sól ist in der nordischen Mythologie die personifizierte Sonne (althochdeutsch Sunna). Sie wird den 
Asen zugerechnet.

## Etymologie
Der altnordische Name Sól bedeutet Sonne, genau wie das althochdeutsche und altsächsische Sunna. Sól wird in der Edda aus dem 13. Jahrhundert genannt und beschrieben. Sunna wird im zweiten Merseburger Zauberspruch aus dem 10. Jahrhundert erwähnt.
Sól/Sunna sind dabei weiblich, während der gleichnamige römische Sonnengott Sol männlich ist.

## Mythos
Sól ist die Tochter des Mundilfari und der Göttin Eir, Schwester des Mondgottes Máni und Gattin des Glenr. Die Sonne selbst wurde von den Göttern aus einem Funken erzeugt. 
Sól fährt mit dem Sonnenwagen über den Himmel, gezogen von den Pferden Arvakr (der Frühwache) und Alsvidr (der Allgeschwinde). Der Schutzschild Swalin schützt den Wagen vor der Sonnenhitze. Das Gespann wird unablässig von dem Wolf Skalli (Skoll) verfolgt. Am Tag des Weltunterganges (Ragnarök) wird Skalli die Sonne einholen und verschlingen. Doch gebiert Sól eine Tochter, schöner als sie selbst, die in der neuen Welt weiterscheinen wird.